# Vom Räuberhauptmann Hans Kühstock
Vom Räuberhauptmann Hans Kühstock (auch Der Räuberhauptmann Hans Kühstock) ist ein Märchen (AaTh 1525). Es steht in Johann Wilhelm Wolfs Deutsche Hausmärchen an Stelle 41.

## Inhalt
Ein armer Bauernsohn soll ein Handwerk lernen. Einer von zwölf Räubern gibt ihm einen Stock, der alle Schlösser öffnet. Von Nacht zu Nacht holt er mehr Geld. So wird er erst Geselle, dann Hauptmann, als er einem der Räuber einen Ochsen nimmt, indem er sich als Bettler verkleidet mit einer silbernen Säbelscheide in den Wald setzt und den anderen den Säbel suchen lässt. Er besucht seinen Vater, der aber nichts von ihm wissen will. Bei einem Wirt hört er, dass die Räuber gefangen sind, ihr Hauptmann Kühstock aber noch gejagt wird. Er lacht seine gefangenen Leute aus, die ihn betrogen haben. Mit einem armen Leinweber plündert er des Königs Schatzkammer. Die Räuber lassen den König Fallen aufstellen. Der Leinweber will wieder hin, geht selbst vor und in die Schlinge. Kühstock köpft ihn und nimmt den Kopf mit. Die Räuber raten dem König, ihn zu fangen, indem man die Leiche aufhängt und Wachen aufstellt. Die macht Kühstock betrunken. Als der König alle Häuser durchsuchen lässt, ist er schon fort.

## Herkunft
Der Titel Vom Räuberhauptmann Hans Kühstock ist bei Wolf nicht mit einem Sternchen (*) versehen, was laut seiner Vorrede anzeigt, dass er selbst den Text ausarbeitete. Er zeigt Anleihen von Grimms Der Meisterdieb und wirkt mündlich improvisiert. So ist nicht klar, worin der Verrat der Räuber an ihrem Hauptmann bestand. Er heißt plötzlich Kühstock, wohl nach dem magischen Stock. Vgl. Meiers Der kluge Martin, Jahns Die russische Finetee und die russische Galethee.